# Asyż
Asyż (wł. Assisi) – miasto i gmina we Włoszech, położone na południowy wschód od Perugii, w regionie Umbria, w prowincji Perugia.
Według danych na rok 2004 gminę zamieszkiwały 24 443 osoby, 131,4 os./km². W starożytności istniała na tym terenie niewielka osada etruska. W III wieku p.n.e. pod panowaniem rzymskim jako Asisium. Od XII wieku należał do Księstwa Spoleto i uczestniczył w wielu wojnach z sąsiednimi miastami, a zwłaszcza z Perugią. Pod koniec XII wieku Asyż zdobył niepodległość i w 1184 ustanowiono w nim samorząd miejski. 
8 września 1253 roku odbyła się w Asyżu kanonizacja św. Stanisława ze Szczepanowa, biskupa krakowskiego, który obecnie jest jednym z trzech głównych Patronów Polski.
Miasto brało udział licznych zatargach z Państwem Kościelnym, do którego zostało włączone w 1367. W 1860 Asyż został włączony w skład Królestwa Włoch. Od 1927 roku w mieście odbywa się Święto Kalend Majowych.
26 września 1997 roku silne trzęsienie ziemi spowodowało zawalenie się części sklepienia Bazyliki św. Franciszka. Zginęło czterech zakonników (jeden z nich był Polakiem). Dzisiaj Bazylika jest odrestaurowana, ale fragmentów fresków sklepienia nie udało się odtworzyć.
Asyż jest najbardziej znany jako miejsce narodzin św. Franciszka i św. Klary oraz z pojednania międzynarodowego, religijnego i pokoju na świecie. W mieście odbywają się zapoczątkowane przez papieża Jana Pawła II Światowe Dni Modlitw o Pokój. Pierwsze miało miejsce 27 października 1986. Wspólnie modlili się wówczas przedstawiciele chrześcijaństwa, żydzi, muzułmanie, buddyści, hinduiści, sintoiści, dźiniści, wyznawcy religii afrykańskich oraz indiańskich religii plemiennych.

## Zabytki

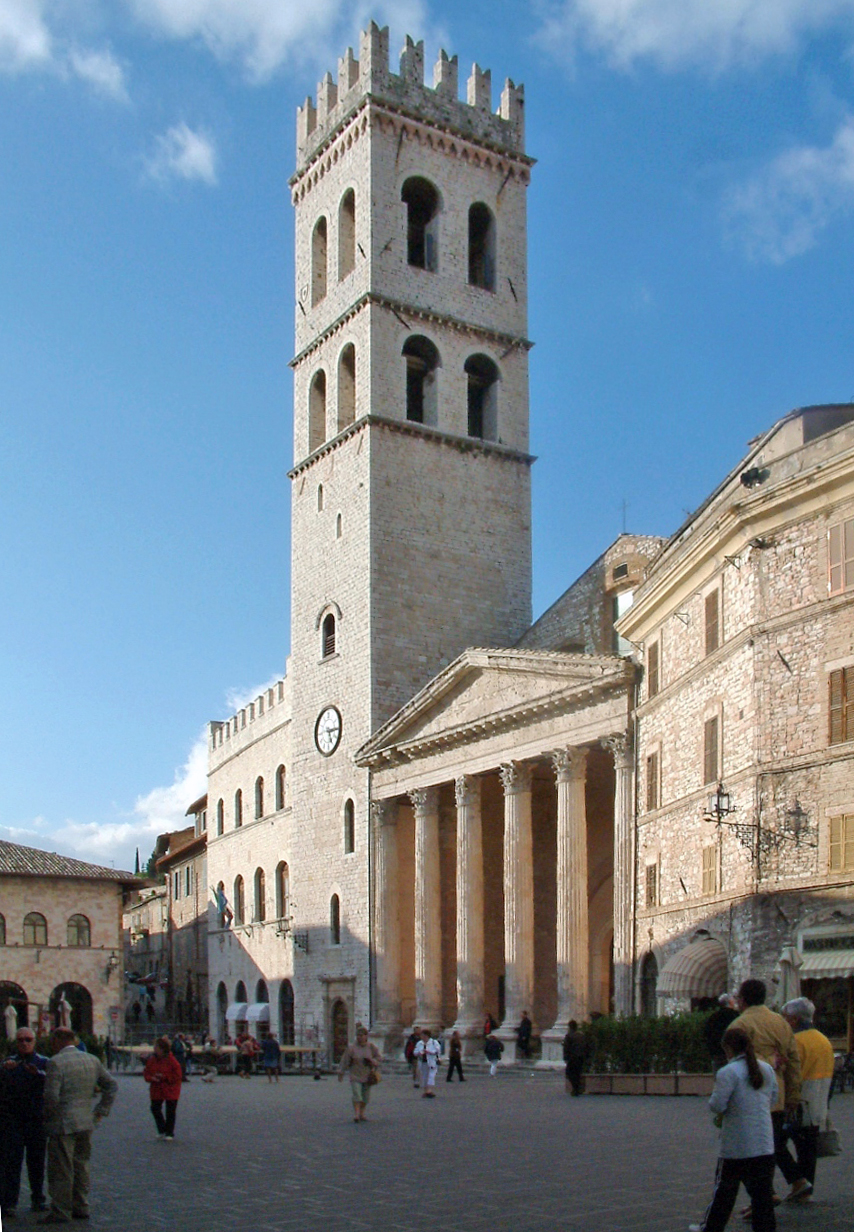
Ratusz i fasada adaptowanej na kościół świątyni korynckiej w Asyżu

- Bazylika Santa Maria degli Angeli (Bazylika Matki Bożej Anielskiej) – kolebka zakonu franciszkańskiego z odbudowaną przez św. Franciszka kaplicą Porcjunkuli i zabytkowym klasztorem
- Bazylika św. Franciszka (wpisana na Listę Światowego Dziedzictwa Kulturowego UNESCO) – z relikwiami św. Franciszka i cyklami fresków Cimabue, Giotta i Pisano
- Bazylika św. Klary – z relikwiami św. Klary oraz autentycznym Krzyżem z San Damiano[2]
- Katedra św. Rufina – budowę tego romańskiego kościoła rozpoczęto w 1140 r. pod kierunkiem Jano z Gubio. W latach 1571–1578 przebudowano wnętrze katedry, pozostawiając jej fasadę ozdobioną trzema rozetami umieszczonymi nad trzema portalami oraz licznymi rzeźbami i fryzem arkadkowym. W kościele zachowana jest chrzcielnica, w której został ochrzczony św. Franciszek (w tym okresie była to jedyna chrzcielnica w Asyżu). Przed głównym ołtarzem pochowany jest św. Rufin. Przylegająca do katedry Kaplica Najświętszego Sakramentu ozdobiona jest freskami Giorettiego, Carboniego i Ciro Ferrittiego.
- Plac Ratuszowy – już w starożytności istniało w tym miejscu forum. Z tego okresu pochodzi świątynia Minerwy, którą adaptowano na kościół Matki Bożej. Ze starożytnej świątyni pozostała jedynie fasada w porządku korynckim. W XII wieku plac istniał w obecnym kształcie. Stojąca obok kościoła wieża ratuszowa została zbudowana ok. 1275–1305. Obecnie mieści się w niej pinakoteka z dziełami szkoły umbryjskiej z okresu XII–XVIII w.
- Zamek Rocca Maggiore – zachowały się tylko ruiny zamku wybudowanego przez księcia Spoleto, Konrada z Lützen. W 1198 zamek został zdobyty przez zbuntowanych mieszkańców Asyżu. Odbudowano go w 1367. Niezamieszkany od 1538.

oraz położone w pobliżu miasta:
- Kościół św. Damiana – początki istnienia kościoła datowane są na VI–VII wiek. Jego odbudową zajmował się św. Franciszek, który umieścił w zbudowanym w pobliżu klasztorze św. Klarę i pierwsze siostry klaryski. W kościele zachowały się stalle z XIII w. oraz XIV-wieczne freski.
- Erem w Carceri – położona jest na stoku góry Subasio. Jest to niewielki budynek konwentu i kościółek. Jest to miejsce podarowane przez benedyktynów św. Franciszkowi, w którym często przebywał w grocie położonej poniżej kościoła. W Grocie św. Franciszka zachowało się jego kamienne łoże, w drugiej części (Grota została podzielona po śmierci Franciszka na dwie części) umieszczony jest krzyż pochodzący z XV w. Obok płynącego w pobliżu strumyka rośnie dąb nazywany „Drzewem Ptaków”, siadały bowiem na nim ptaki, z którymi rozmawiał św. Franciszek.

Znajdujący się obecnie w tym miejscu klasztor został zbudowany przez św. Bernardyna ze Sieny w XV wieku. Przy wejściu do budynku Pustelni Carceri znajduje się wydrążony w skale refektarz ozdobiony pozostałościami fresków z XVI–XVIII wieku. Nad nim umieszczone są niewielkie cele zakonników. Obok stoi kościół z przylegającą do niego dwunastowieczną Kaplicą Matki Bożej.
- Rivotorto – znajdujący się tu kościół został zbudowany w miejscu, gdzie jakiś czas przebywał św. Franciszek wraz ze swymi pierwszymi towarzyszami (w różnych okresach w latach 1209–1211). Pierwszy kościół postawiony w XVII wieku uległ całkowitemu zniszczeniu podczas trzęsienia ziemi w 1854. Został on odbudowany w stylu neogotyckim. Jego wnętrza kryją w sobie ubogie chatki, w których mieli mieszkać bracia mniejsi[3][4][5].

## Miasta partnerskie
- Betlejem
- San Francisco
- Santiago de Compostela
- Wadowice